# Blechnidium plagiogyriifrons
Blechnidium plagiogyriifrons là một loài dương xỉ trong họ Blechnaceae. Loài này được Hayata mô tả khoa học đầu tiên năm 1927.
Danh pháp khoa học của loài này chưa được làm sáng tỏ. 